# تو برادرز آن د فورث فلور
تو برادرز آن د فورث فلور (به انگلیسی: 2 Brothers on the 4th Floor) گروه موسیقی هلندی است.